# Сингх, Сант Тхакар
Сант Тхакар Сингх Махарадж Джи (Такар Сингх, 26 марта 1929 — 6 марта 2005) — индийский учитель школы сурат-шабд-йоги, йогин. Гуру Тхакара Сингха был Сант Кирпал Сингх Махарадж Джи, мастер сурат-шабд-йоги и автор более десятка книг по теории Сант Мат. В отличие от своего учителя, Тхакар Сингх не написал ни одной книги (издавались только записи лекций). Весной 2005 года Сант Тхакар Сингх умер, и его преемником стал Сант Балджит Сингх.

## Биография
Сант Тхакар Сингх родился в семье сикхов в Дасуйи, недалеко от Хошиарпура, в Индии. Тхакар Сингх окончил среднюю школу в Гардивале, а позднее учился в Джулундурском колледже, где получил степень инженера в 1951 году. В последующие годы Тхакар Сингх работал государственным служащим при правительстве Пенджаба, в отделе Общественных работ, в Ирригационном Департаменте окружным чиновником. В 1952 году женился на Мохиндер Каур, которая была также из семьи сикхов.
Воспитанный в религиозной традиции сикхов, он с ранних лет начал свои поиски истины. В 1954 году, после природных катаклизмов в Индии, Такар Сингх признал бессмысленными все усилия для достижения мирских успехов и стал жить очень набожной жизнью.
В 1965 году после долгих лет духовных исканий Тхакар Сингх встретил мастера — Сант Кирпала Сингха Джи Махараджа, у которого принял посвящение в науку духовности Сант Мат (Сурат Шабд Йога).

Без сомнения, я мог найти Мастера без особых усилий. Но я принадлежал к такой религии, где не принимают существование живущего Мастера. Им кажется, что нет необходимости иметь его. Я тоже верил в Гуру Нанака — что мне достаточно Его, и нет необходимости иметь физического Мастера. Но, несмотря на то, что я работал очень усиленно, чтобы найти Бога, и соблюдал любые указания, какие только мог получить от кого-либо, — ничто не срабатывало. Тогда мне казалось, что я так много работал, так честно, так серьезно, как, наверное, никто в этом мире. И затем я разочаровался: либо Бога нет, либо человек так несчастен, что он только просит о Боге, но никогда не найдет Его. Если я своими усилиями не смог найти Его, то мне казалось, что никто больше не сможет сделать это, никто не сможет найти Бога. Я искал Его потом 16 лет многими путями: через хатха-йогу, пранаяму и другие системы йоги, я продолжал выполнять требования религии сикхов, я искал помощи в Киртане — Божественном пении, но не смог достичь цели.
Тогда Бог сам все устроил, и обстоятельства сложились так, что я получил связь с Мастером. Я посетил три или четыре раза Его священные Сатсанги и после этого почувствовал, что Ему можно доверять. Но даже после того, как я прослушал шесть или семь Сатсангов, я не мог прийти к правильному решению. Мой разум все еще говорил: «О. Зачем ты думаешь об этом Мастере? У тебя есть Гуру Нанак, и у тебя есть такая вера! Зачем ты так просто теряешь эту веру? Иди с ней.

В 1974 году на Сант Такара Сингха его мастером была возложена святая задача — вести души обратно Домой, давая им связь со святым светом и звуком (Шабдом, Словом, Святым Духом, Богом — в — Выражении) в соответствии с высшим законом мироздания — законом милосердия и любви. Этот Закон гласит, что только человек, сам реализовавший Бога в себе и получивший от него эту власть, может вывести душу из колеса рождений и смерти, и проведя её через 5 духовно-материальных сфер, дать ей единственное возможное спасение в доме отца-Бога. Внешне жизнь Такара Сингха ничем не отличалась от жизни обычных людей. Своим примером Такар показал, что, только находясь в социальной среде, среди других людей, живя на честно заработанные средства, человек имеет возможность выплатить свои кармические долги.
Первая поездка Сант Такара Сингха за границу состоялась в 1976 году, где он побывал в Германии и в Австрии. Тхакар Сингх посещал Европу и США много раз, также как Центральную Америку, Южную Америку, Новую Зеландию, Африку, Дальний Восток и Австралию.
С 1992 года Мастер находился в интенсивной медитации, потому что — так Он уведомил своих посвященных — люди в наше время больше, чем раньше, нуждаются в благословениях Бога, через медитации самого Мастера. Иногда Он все же выходит из своего уединения, чтобы лично позаботиться о людях. Начиная с 1998 года Мастер совершал поездки в Москву, Одессу, Киев, а в мае 2003 года он приезжал в Таганрог. Большая часть Его внешней работы проводится сейчас Его учениками в разных странах, в том числе и республиках СНГ. Некоторые из посвященных Мастера уполномочены передавать святую связь с внутренним Светом и Звуком от Его имени. Несколько сот тысяч людей уже посвящены Сант Тхакаром Сингхом.
6 марта 2005 года Сант Тхакар Сингх Махарадж Джи умер.

Дорогие друзья, с огромной грустью мы должны сообщить вам, что сегодня, 6 марта 2005 года, в 2 часа утра наш дорогой, любимый Мастер Сант Такар Сингх изъял Своё сознание от Своего Святого тела и ушел в Свой вечный дом…
…В прошедшие месяцы Его жизни Сант Такар Сингх часто напоминал нам, что Мастер не тело, но что Он — Вечная Сила и что Он всегда остается с нами, Его посвященными. Мастер был святым воплощением всевышней любви, милости и милосердия…

## Тхакар Сингх учитель
Своим ученикам Тхакар Сингх объясняет, что истинной непривязанности к миру можно достичь только находясь в миру, поэтому от них не требуется после посвящения что-либо менять в своей внешней жизни. Тхакар Сингх давал посвящение всем желающим, беря на себя огромный груз кармы своих учеников. По мнению последователей Тхакара Сингха, любовь и свет, которые Тхакар Сингх привнёс в этот мир, являются  спасательным кругом людей в этот сложный для них период перехода в новую эпоху. Сант Тхакар Сингх — для большинства учеников — великий святой, для более преданных — просто свет, сам же он считал себя никем. Вышедший из сикхской традиции, он перестал исповедовать какую-либо религию, оставив это удовольствие для своих учеников. Тхакар Сингх считал, что истинная его помощь человечеству состоит в даре Бога — Сюрат Шабд Йога, который он был уполномомочен передавать искателям истины.

…Я связан с вами целиком, и это так останется вовеки. Но моя искренняя просьба заключается в том, чтобы вы установили отношение на высшем уровне и не были зависимы от нестабильного физического отношения. Тогда я буду чувствовать себя счастливым Мастером, что у меня такие хорошие ученики. Когда я увижу, что вы наслаждаетесь высшей милостью Бога, тогда я также смогу наслаждаться вместе с вами. Иначе, когда вы страдаете, я также вынужден страдать и не могу радоваться своим покоем в гармонии, потому что я вас люблю. Так же, как вас любит Мастер — всем своим сердцем и всей своей душой, так же постарайтесь полюбить Его и вы.

## Линия преемственности СУРАТ ШАБД ЙОГИ
От учителю к ученику
Учения сурат-шабд-йоги и сант мат.
- Сант Кабир Сахиб
- Гуру Нанак
- Гуру Ангад
- Гуру Амар Дас
- Гуру Рам Дас
- Гуру Арджан Дев
- Гуру Хар Гобинд
- Гуру Хар Рай
- Гуру Хар Кришан
- Гуру Тегх Бахадур
- Гуру Гобинд Сингх
- Ратнагар Рао Джи
- Сант Тулси Сахиб
- Свами Джи Махараджи
- Джаймал Сингх
- Хазур Баба Саван Сингх
- Сант Кирпал Сингх
- Сант Такар Сингх
- Сант Балджит Сингх (ныне живущий Мастер).